# Еленово (Благоевградская область)
Еленово (болг. Еленово) — село в Благоевградской области Болгарии. Входит в состав общины Благоевград. Находится примерно в 3 км к юго-востоку от центра города Благоевград. По данным переписи населения 2011 года, в селе  проживало 189 человек, преобладающая национальность — болгары.

## Население
| Год     | 1934 | 1946 | 1956 | 1965 | 1975 | 1985 | 1992 | 2001 | 2011 |
| ------- | ---- | ---- | ---- | ---- | ---- | ---- | ---- | ---- | ---- |
| Жителей | 241  | 356  | 503  | 186  | 175  | 162  | 160  | 161  | 189  |

|  |